# Nuclear Throne
Nuclear Throne es un videojuego indie y de estilo Roguelike que salió oficialmente en Steam el 5 de diciembre de 2015 pero estuvo en Early Acess dos años.

## Juego

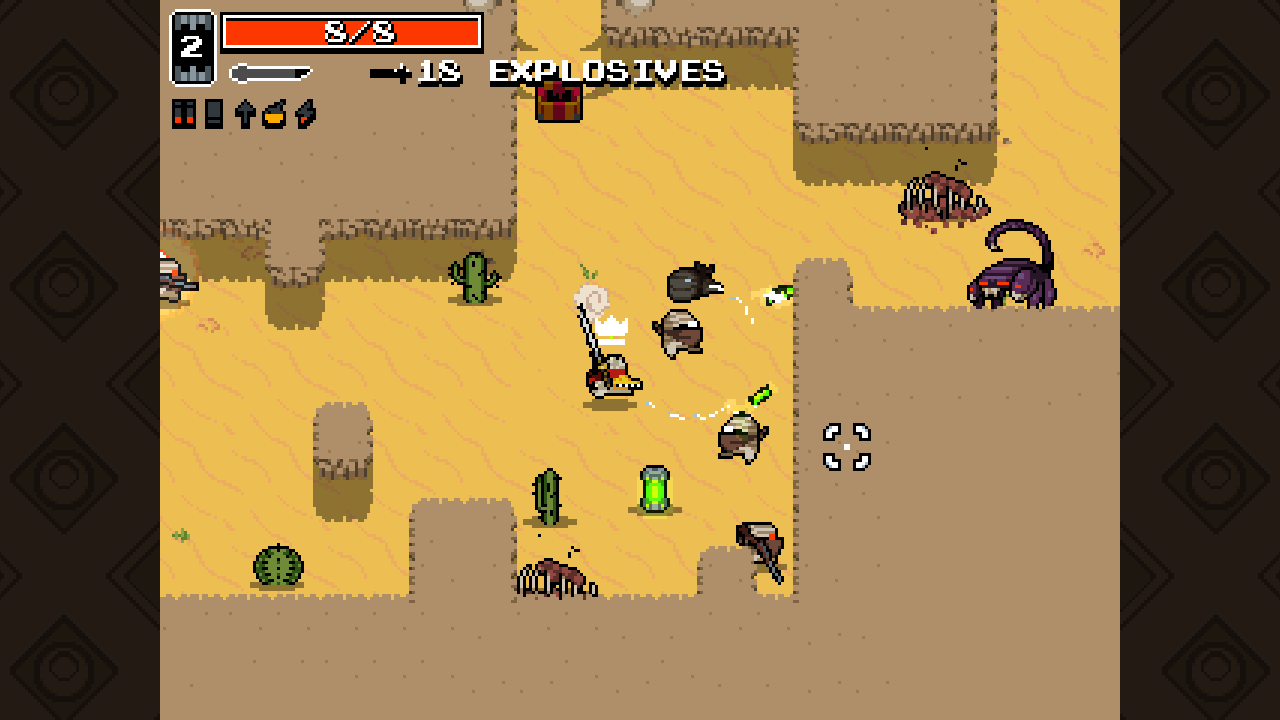
Captura de pantalla

El juego trata principalmente sobre mutantes abriéndose paso a través de un mundo post-apocalíptico. La basura radioactiva presente en el ambiente obliga a los mutantes a evolucionar su mutación haciendo que desarrollen nuevos miembros y extremidades para poder avanzar, por lo que la misión de convertirse en el gobernador de los mutantes esté lleno de peligros. Está disponible en Pc, Mac, GNU/Linux, Playstation 4 y PlayStation Vita. En este encarnaremos a 12 mutantes diferentes (aunque inicialmente empezaremos con tan solo dos, el resto se irán desbloqueando según vayamos jugando). Nuclear Throne dispone de una gran cantidad de enemigos, armas (tanto cuerpo a cuerpo como a distancia y de todos los tipos imaginables), fases en las que ira aumentando la dificultad considerablemente al avanzar de una a otra y diferentes jefes que nos harán la vida imposible.

## Armas
Nuclear Throne Dispone de una gran cantidad de armas, estas utilizan diferentes mecánicas para su debido funcionamiento. Podemos conseguir cualquiera de estas en un Cofre de armas o que nos la suelte un enemigo al morir, al comenzar una partida nueva el arma que obtendremos será un revólver hasta que consigamos un arma dorada con la que podremos sustituir a la anterior (ya que se puede comenzar siempre con ella desde el principio al desbloquearla). Debido a que hay una inmensa cantidad de armas se pueden separar en varios apartados:
| Normales                | Punto de aparición                                                                         | Área              | Daño por disparo  | Tiempo de recarga | Munición por disparo |
| ----------------------- | ------------------------------------------------------------------------------------------ | ----------------- | ----------------- | ----------------- | -------------------- |
| Revólver                | La obtienen todos los personajes al aparecer menos Y.V., Chicken y Rogue                   | Ninguna           | 3                 | 0,20s             | 1                    |
| Revólver Viejo          | Se obtiene al entrar en una bóveda de la corona con una corona puesta en un cofre de proto | Sala de la corona | 3                 | 0,23s             | 1                    |
| Ametralladora           | Dropeo o en cofre                                                                          | 1-1               | 3                 | 0,17s             | 1                    |
| Ametralladora Triple    | Dropeo o en cofre                                                                          | 1-3               | 3x3 es automática | 0,13s             | 3                    |
| Ametralladora Cuádruple | Dropeo o en cofre                                                                          | 5-3               | 3x4 es automática | 0,13s             | 4                    |
| Fusil Inteligente       | Dropeo o en cofre                                                                          | 5-1               | 3 es automática   | 0,10s             | 1                    |
| SMG                     | Dropeo o en cofre                                                                          | 1-2               | 3                 | 0,10s             | 1                    |
| Rifle Hyper             | Dropeo o en cofre                                                                          | 3-3               | 3x5 Ráfagas       | 0,10s             | 1                    |
| Revólver Fuerte         | Dropeo o en cofre                                                                          | 4-1               | 7                 | 0,17s             | 2                    |
| Ametralladora Fuerte    | Dropeo o en cofre                                                                          | 5-1               | 7                 | 0,17s             | 2                    |
| Rifle de asato          | Dropeo o en cofre                                                                          | 1-1               | 3x3 ráfagas       | 0,37s             | 3                    |
| Rifle de asalto Fuerte  | Dropeo o en cofre                                                                          | 6-1               | 7x3 ráfagas       | 0,30s             | 6                    |
| Minigun                 | Dropeo o en cofre                                                                          | 3-1               | 3 Automática      | 0,03s             | 1                    |
| MinigunDoble            | Dropeo o en cofre                                                                          | 7-1               | 3x2 automática    | 0,03s             | 2                    |
| Arma de Rogue           | Solo está disponible para este                                                             | NA                | 3x2 ráfagas       | 0,20s             | 2                    |

| Pop (sus balas rebotan) | Área | Daño             | Tiempo de recarga | Munición por disparo |
| ----------------------- | ---- | ---------------- | ----------------- | -------------------- |
| Pistola pop             | 1-2  | 2 o 3 automática | 0,07s             | 1                    |
| Fusil Pop               | 1-3  | 3x3              | 0,30s             | 2                    |

## Fases
1-3: Son un tres fases que nos llevan a través de un desierto.
1-?: Es una fase de atajo que nos lleva debajo del mar al oasis.
2-1: Es un fase de transición en unas alcantarillas.
2-?: Es un atajo que nos lleva a las alcantarillas de pizza (una referencia a las Tortugas Ninja).
3-3: Son un total de tres fases que nos llevan a través de un depósito de chatarra.
3-?: Es un atajo que nos lleva a la mansión de Y.V.
4-1: Es una fase de transición que nos lleva a las cuevas de cristal.
5-3: Es un total de tres fases en la que nos enfrentamos a robots en el un clima helado.
5-?: Es un atajo que nos lleva a una jungla.
6-1: Es una fase de transición que nos lleva a un laboratorio.
7-2: Es un total de 2 Fases que nos llevan a unos generadores.
7-3: Nos lleva al jefe final del juego.

## Personajes
Hay un total de 12 personajes cada uno de ellos tiene una habilidad activa y pasiva:
Fish: encuentra más munición y puede rodar. Es el primer personaje. 
Crystal: tiene más vida y se puede escudar para evitar daños durante un corto periodo de tiempo. Es el segundo personaje.
Eyes: Ve mejor en la oscuridad y puede atraer enemigos y objetos. Se desbloquea al llegar a las alcantarillas.
Melting: Gana más radiación pero tiene dos de vida y hace explotar objetos o cadáveres muertos o destruidos con los que hace daño. Se desbloquea al morir por primera vez.
Plant: Se mueve más rápido y lanza una raíz fija que ralentiza a los enemigos. Se desbloquea al llegar al depósito de chatarra.
Y.V. (Yung Venuz): Tiene mayor cadencia de disparo y tiene un disparo doble con el que hace más daño en poco tiempo. Se desbloquea al llegar a la mansión de Y.V.
Steroids: Usa dos armas a la vez y todas son automáticas, pero tiene menor precisión. Se desbloquea al llegar al laboratorio.
Robot: Encuentra mejores armas antes que otros personajes y puede comerse estas para ganar bonus de vida o munición. Se consigue al llegar a la ciudad congelada.
Chicken: Actualmente su activa consiste en lanzar armas pero durante el Early Access podía ralentizar el tiempo y cuando muere pierde la cabeza y tiene 6 segundos para encontrar un botiquín y reaparecer cuando logre hacerlo revivirá pero con dos puntos de vida menos. Se desbloquea al llegar a la jungla.
Rebel: Se cura a través de los portales y puede invocar aliados. Se desbloquea matando al trono ll y llegando al loop del desierto.
Horror: Tiene una opción más de una mutación extra para elegir cuando suba de nivel y puede lanzar un rayo de radiación para acabar con enemigos.
Rogue: Lanza un ataque en área el cual se va recargar cogiendo contenedores, le persigue la I.D.P.D (Inter-Dimensional Police Department), tiene un arma única y crea una explosión que hace daño de área al dañarse.

## Enemigos
Desierto:
Bandido: El enemigo más común.
Gusano: El enemigo más débil de todos.
Gusano Radioactivo: Tiene una aparición única en los contenedores de radiación especiales y suelta más radiación.
Gusano Gigante: tiene bastante vida y al morir suelta gusanos.
Escorpión: Enemigo bastante peligroso de las primeras zonas daña por contacto y a distancia.
Escorpión Dorado: Versión modificada por la radiación del escorpión normal el cual suelta más radiación y tiene patrones de ataque más difíciles que el escorpión normal.
Gran Bandido: es el jefe de la primera zona del desierto que tiene una metralleta.
Alcantarillas: 
Ratas: pequeñas y molestas.
Rata verde grande: Rata gigante que escupe pequeñas ratas mutantes.
Rata mutante: Pequeña rata mutante que no suelta radiación al morir.
Ballguy: Rana que suelta proyectiles al morir.
Aligátor:  Peligroso caimán con un fusil.
Buff Alligator: Alligator que tiene un arma que dispara un proyectil que a su vez suelta proyectiles al desaparecer.
Asesino: Asesino que finge estar muerto y te quita 5 HP cuerpo a cuerpo.
Alcantarillas secretas:
Tortugas mutantes: Tortugas que ruedan hacia ti haciéndote 4 de HP.
Depósito de Chatarra:
Cuervo: Enemigo que tiene un rifle de asalto que dispara 3 balas consecutivas y vuela hacia ti.
Francotirador: Enemigo peligroso que te apunta con un francotirador con una mira láser y 2 segundos después de eso dispara balas que viajan a gran velocidad.
Bandido: El enemigo más común.
Asesino: Asesino que finge estar muerto y te quita 5 HP cuerpo a cuerpo.
Ballguy: Rana que suelta proyectiles al morir.
Salamandra de fuego: Enemigo con gran vida que dispara fuego que puede llegar a ser muy peligroso.
Ciudad congelada:
Bandido de la nieve: Parecido al bandido normal, solo que va vestido con un gorro de Navidad y una bufanda.
Lobo robot: Robot con apariencia de lobo que rueda y dispara 3 balas que se dispersan.
Robot de la nieve: Parecido a la tortuga, solo que embiste de manera más agresiva y quita mucho HP; además, pueden agarrar coches que hay en el nivel, te los lanzan y te matan instantáneamente a menos que tengas la mutación boiling veins.
Tanque de nieve: Tanque que te apunta con una mira láser por dos segundos, y después dispara dos ráfagas de muchas balas dispersas que después van apuntando al centro.
Tanque de nieve dorado: Es parecido al tanque de nieve normal, solo que apunta por menos tiempo, tiene más vida y dispara un misil al medio al iniciar la ráfaga de balas.
Lil' hunter: Es el jefe de la zona, al iniciar el área 5-3 Lil'hunter llegará del cielo a la zona atacando con llamas azules alrededor, ataca con ráfagas de balas a muy alta velocidad y dispara balas que rebotan. A veces llamará a la policía, ya que él era uno de ellos, haciendo que aparezcan 3 policías básicos de un portal azul. Cuando lo hayas derrotado intentará volar hacia al lado de ti, seguido de eso se suicidará con una explosión tratando de matarte en el proceso.
Laboratorio:
Flor explosiva: Es muy débil, pero si se acerca lo suficiente explotará causando gran daño al personaje.
Doctor: Revive enemigos de forma ilimitada hasta ser asesinado.
Gigant: Similar al robot de la nieve, solo que su velocidad disminuye y su daño cuerpo a cuerpo aumenta.
Ratas de Laboratorio : Pequeños monstruos compuestos por múltiples ojos y pústulas verdosas, aparecen indefinidamente gracias a los Doctors.